# WAV
WAV (of WAVE) is een Microsoft- en IBM-standaard voor het bewaren van audio op pc's. Het is een variant van het bitstreamtype RIFF en leunt daardoor dicht aan tegen de audiotypen IFF en AIFF, die op Apple Macintosh-computers worden gebruikt.
Hoewel een WAV-bestand audio kan bevatten die gecomprimeerd is met een codec, worden het meest PCM-audiogegevens gebruikt, een ongecomprimeerde indeling. Hierdoor krijgt men een maximale kwaliteit, maar is er ook veel schijfruimte nodig. Door deze laatste reden is de WAV-indeling minder populair op internet en wordt daar eerder MP3, Ogg Vorbis of AAC gebruikt.
WAV-bestanden zijn beperkt tot maximaal 4 gigabyte in grootte. Dit komt overeen met meer dan 6 uur geluid in cd-kwaliteit.